# Pouvoir exécutif provincial belge
Le pouvoir exécutif provincial belge est comparable au collège communal et aux gouvernements régional ou fédéral. Cet exécutif provincial n'a pas de pouvoir de décision propre, mais peut répartir les compétences provinciales telles que l'enseignement, l'environnement, le tourisme et la santé.
Il doit se justifier devant le conseil provincial.
Avant le décret provincial de 2004, cet exécutif s'appelait la députation permanente.
Ce pouvoir exécutif provincial est représenté par :

## La députation (Région flamande)
La députation (en néerlandais : Deputatie) est composée de six (quatre dès 2018)[Quoi ?] membres élus par le conseil provincial (pouvoir législatif), les députés.
La députation est présidée par le gouverneur de province qui n'a pas de droit de vote, étant fonctionnaire désigné par le gouvernement régional.

## Le collège provincial (Région wallonne)
Le conseil provincial (en néerlandais : Provincieraad) choisit en son sein un collège provincial (composé de quatre à cinq membres, selon les provinces), les députés provinciaux et nomme l’un d’entre eux à la présidence du Collège.